# Бріш (село)
Бріш (рос. Бриш, башк. Береш) — село у складі Бєлорєцького району Башкортостану, Росія. Входить до складу Ассинської сільської ради.
Населення — 263 особи (2010; 215 в 2002).
Національний склад:
- башкири — 99%